# Carman McClelland
John Carman McClelland (22 de septiembre de 1951 - 1 de junio de 2022)  fue un político canadiense en Ontario. Fue miembro liberal de la Asamblea Legislativa de Ontario de 1987 a 1995, representando el distrito de Brampton North. Posteriormente, fue un candidato progresista conservador sin éxito en las elecciones provinciales de 2007.
En julio de 2018, anunció su candidatura para consejero regional de los Distritos 1 y 5 de Brampton en las elecciones municipales de 2018.

## Antecedentes
McClelland nació en Angola y se mudó a Canadá a una edad temprana, donde recibió una licenciatura en Artes de la Universidad de York y un título en Derecho de la Universidad de Windsor. Después de graduarse, ejerció la abogacía como asociado en la firma Fogler, Rubinoff, en Toronto. También fue miembro de la junta del Consejo Canadiense de Caridades Cristianas.

## Política
McClelland se postuló para la legislatura de Ontario en las elecciones generales de 1977, perdiendo ante el Nuevo Demócrata (NDP) Ted Bounsall por más de 3,500 votos en Windsor—Sandwich. Al año siguiente, McClelland perdió por poco la carrera por un puesto en la Junta de Educación de Windsor representando al Distrito 1. En 1980, fue nombrado miembro de la junta para el Distrito 1 después de la muerte del fideicomisario Donald Hill, pero fue nuevamente derrotado por poco en las elecciones generales de noviembre. No volvió a postularse hasta las elecciones provinciales de 1987, cuando fue fácilmente elegido en Brampton North como parte de una victoria aplastante de los liberales. McClelland sirvió como un partidario de la bancada del gobierno de David Peterson durante los siguientes tres años.
Antes de las elecciones de 1990, McClelland fue desafiado por la nominación liberal en su distrito por el representante de un grupo que afirmaba que el gobierno de Peterson no había hecho suficientes esfuerzos de acercamiento a la comunidad sij de Ontario. Ganó el desafío de nominación y derrotó al retador del NDP John Devries por solo 98 votos en las elecciones generales. Los liberales fueron sorprendidos por el NDP a nivel provincial, y McClelland se trasladó a los bancos de la oposición durante los siguientes cinco años. En 1993, presentó un proyecto de ley de miembro privado que trataba sobre la posibilidad de revocatoria electoral.
Los conservadores progresistas ganaron un gobierno mayoritario en las elecciones de Ontario de 1995, y McClelland perdió ante el candidato del PC Joe Spina por 5,348 votos.
En 2007, McClelland cambió de partido y fue el candidato del PC para el distrito de Brampton—Springdale en las elecciones de Ontario de 2007, pero perdió ante la candidata liberal Linda Jeffrey por casi 7,000 votos.

## Regreso a la práctica legal
En 1995, retomó su práctica legal y fue miembro y vicepresidente del Comité Ejecutivo de la Asociación de Abogados de Peel. También ha sido presidente (2008-2009) de la Junta de Comercio de Brampton. En mayo de 2015, la Sociedad de Abogados de Upper Canada suspendió a McClelland por manejar incorrectamente las finanzas de varios clientes, incluidos algunos miembros de su familia.